# Trioxys rishii
Trioxys rishii är en stekelart som beskrevs av Jaroslav Stary och Bhagat 1978. Trioxys rishii ingår i släktet Trioxys och familjen bracksteklar. Inga underarter finns listade i Catalogue of Life.